# Lipoproteínas receptoras de baja densidad relacionadas con la proteína 8
La lipoproteína receptora de baja densidad relacionada con la proteína 8 (LRP8), también conocida como apolipoproteína E receptora 2 (ApoER2), es una proteína en humanos codificada por el gen LRP8.  ApoER2 es un receptor de superficie celular que es parte de la familia de receptores de lipoproteínas de baja densidad. Estos receptores funcionan en la transducción de señales y la endocitosis de ligandos específicos. A través de la interacción con uno de sus ligandos, reelina, la ApoER2 juega un papel importante en la migración neuronal embrionario y en la potenciación postnatal a largo plazo. Otra familia de receptores de LDL, VLDLR, también interactúa con reelina, y juntos estos dos receptores influyen en el desarrollo y función del cerebro. La expresión disminuida de ApoER2 está asociada con ciertas enfermedades neurológicas.

## Estructura
La ApoER2 es una proteína compuesta de 870 aminoácidos. Se separa en un dominio de unión a ligando de 8 regiones de unión, un dominio similar a EGF que contiene tres repeticiones ricas en cisteína, un dominio de glicosilación O-ligado de 89 aminoácidos, un dominio transmembranal de 24 aminoácidos y un dominio citoplasmático de 115 aminoácidos, incluyendo un motivo NPXY.

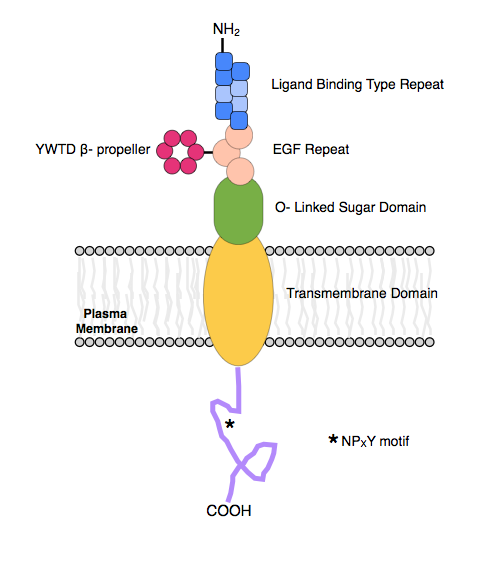
Estructura de APOER2 (extracelular a intracelular): un ligando uniéndose a una repetición, repetición EGF, β-YWTD hélice, dominio de azúcares O-ligados, dominio transmembranal, y una cola citoplasmática conteniendo un motivo NPxY.

  Cada letra en el motivo NPXY representa ciertos aminoácidos en donde N es arginina, P es prolina, X es cualquier aminoácido y Y es tirosina.

### Cola citoplásmica
Todas las proteínas de la familia receptora de LDL contienen una cola citoplásmica con al menos un motivo NPXY. Este motivo es importante para el adaptador de unión de proteínas intracelulares y la endocitosis. ApoER2 es distinta de la mayoría de los otros miembros de la familia de receptores de LDL debido a un único inserto en su cola citoplasmática. En ApoER2, hay un inserto de 59 aminoácidos ricos en prolina codificado por el exón alternativamente empalmado 19. Este inserto permite interacciones de proteínas que son incapaces de producir con otros receptores de LDL. Se une el adaptador de proteínas PSD-95 entrecruzado ApoER2 y los receptores de NMDA durante el proceso de potenciación a largo plazo, y también se une específicamente por JIP-2, una interacción importante en la vía de señalización de JNK. También se especula que esta inserción puede disminuir la función de ApoER2 en la endocitosis de lipoproteínas de alguna manera interrumpiendo el motivo NPXY.

## Función

### Vía de señalización Reelina/Dab1
ApoER2 juega un papel crítico como receptor en la vía de señalización de reelina, que es importante para el desarrollo del cerebro y la función del cerebro postnatal. Esta vía afecta específicamente la migración cortical y la potenciación a largo plazo.

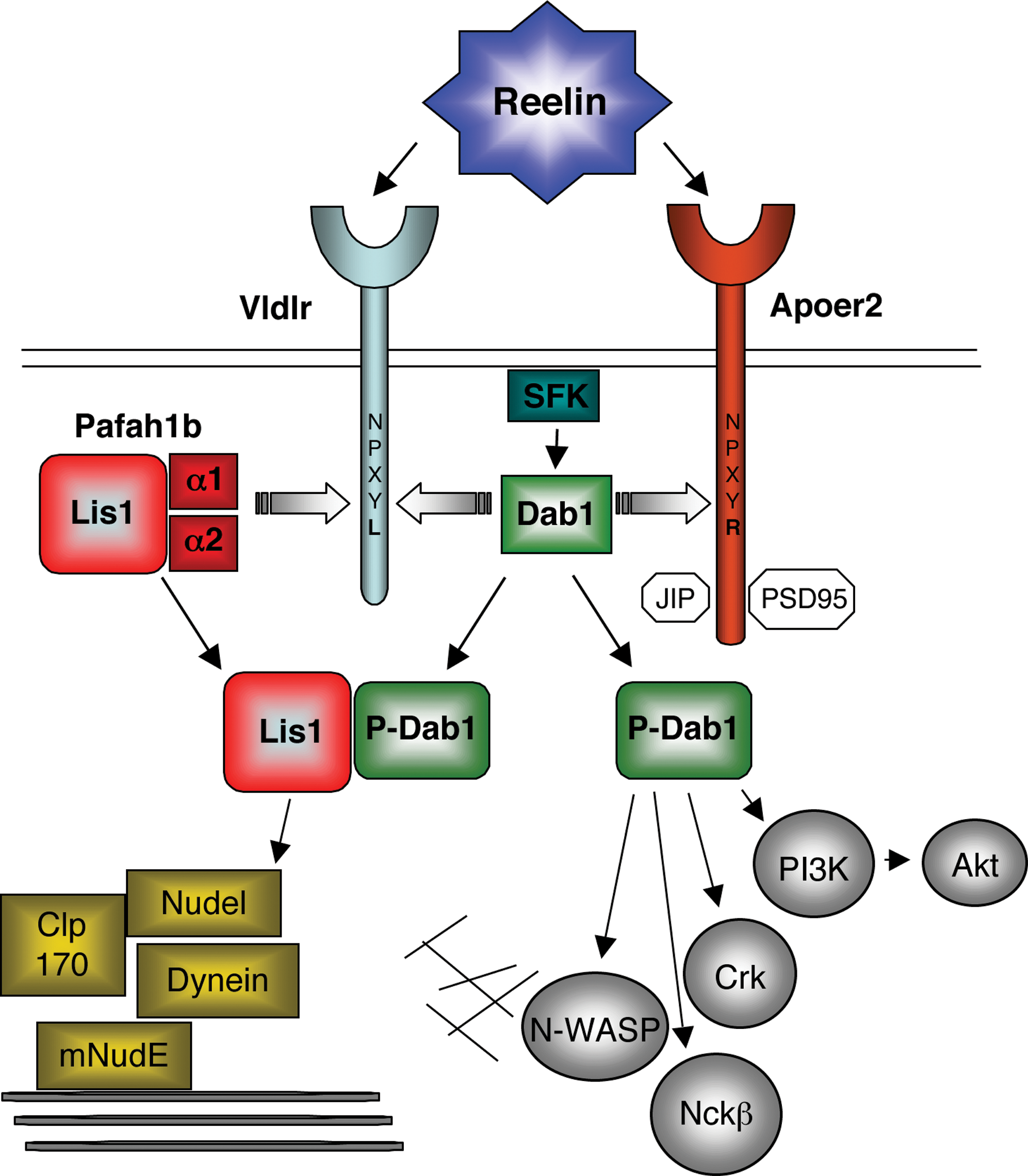
La vía de señalización de reelina es iniciado por las fosforilación de Dab1para causar una señal hacia abajo de cascada activando múltiples cinasas incluyendo PI3K.

#### Migración cortical
En el desarrollo, la reelina es secretada por las células de Cajal-Retzius. La reelina actúa como un ligando extracelular de unión a ApoER2 y VLDLR sobre las neuronas que migran. Un residuo específico de lisina en la reelina se une a la primera repetición en el dominio de unión de ApoER2. Esta interacción con los dos receptores activa los procesos intracelulares que comienzan con la fosforilación de Dab1, una cinasa de tirosina, proteína fosforilada que está codificada por el gen DAB1. Esta proteína se asocia con los motivos NPXY en las colas intracelulares de ApoER2 y VLDLR.
Tras la unión de reelina, Dab1 es fosforilado por dos tirosina cinasas, Fyn y Src. El Dab1 fosforilado causa a continuación la activación de estas dos cinasas y otros, incluyendo un fosfatidilinositol-3-cinasa (PI3K). La activación de PI3K conduce a la fosforilación inhibitoria de la cinasa tau glucógeno sintasa cinasa 3 beta (GSK3B), lo que altera la actividad de la proteína tau, una proteína implicada en la estabilización de los microtúbulos. Esta transducción se combina con la activación de otras vías que influyen en el reordenamiento del citoesqueleto necesario para la migración cortical adecuada de células.
El resultado de la migración neuronal adecuada a través de la placa cortical (CP) es un arreglo de dentro hacia fuera de las neuronas, donde las neuronas más jóvenes emigran más allá de las neuronas más grandes, a sus lugares adecuados. Los estudios en ratones mutantes "reeler" muestran que la eliminación de los genes reeler resulta en una migración aberrante, así como de afuera hacia adentro en capas, en el que las neuronas más jóvenes no pueden viajar más allá de las de mayor edad. Tal estratificación anormal también se ve en VLDLR-apoER2 y mutantes dab1, lo que indica la importancia de la totalidad de esta vía en la migración cortical del embrión en desarrollo.
Existe cierta confusión en cuanto a la función exacta de la vía de señalización de reelina en el proceso de la migración cortical. Algunos estudios han demostrado que la liberación de reelina es necesaria para el inicio del movimiento celular a su ubicación correcta, mientras que otros han demostrado que es parte del proceso de terminación de la migración. Estos resultados contradictorios han llevado a los investigadores a especular que desempeña un papel tanto en los procesos a través de interacciones con moléculas diferentes en diferentes etapas de la migración neuronal.

#### Potenciación a largo plazo
Después del desarrollo, la reelina se secreta en la corteza y en el hipocampo por interneuronas de ácido-érgico gamma-aminobutírico. A través de la unión de ApoER2 en el hipocampo, que desempeña un papel en la activación del receptor de NMDA que se requiere para la potenciación a largo plazo, un mecanismo por el cual dos neuronas adquieren una transmisión más fuerte, más duradera debido a su disparo simultáneo. El aumento de la plasticidad sináptica asociada con este proceso es esencial en el desarrollo de la memoria y el aprendizaje espacial.  Los estudios con ratones han mostrado menos expresión de ApoER2 conduce a problemas de aprendizaje espacial, miedo condicionado de aprendizaje, y una interrupción leve al hipocampo.
En el hipocampo, ApoER2 forma un complejo con los receptores de NMDA a través de la proteína adaptadora PSD-95. Cuando se une la reelina a ApoER2, inicia la fosforilación de tirosina de los receptores NMDA. Esto ocurre a través de la activación Dab-1 de cinasas de la familia Src, que se ha demostrado que desempeñan un papel en la regulación de la plasticidad sináptica. VLDLR también actúa como un receptor acoplado a ApoER2 como lo hace durante el desarrollo, pero su papel no es bien entendido. ApoER2 juega un papel más importante en este proceso, muy probablemente debido a su capacidad para unirse a la proteína adaptadora PSD-95 a través del inserto de 59 aminoácidos en su cola citoplasmática. Los estudios con ratones han demostrado que la eliminación de ApoER2 o solamente el exón 19 empalmado alternativamente provoca un mayor deterioro de la LTP que la eliminación de VLDLR.

## Otras proteínas interactivas

### Apolipoproteína E
La apolipoproteína E (ApoE) juega un papel importante en fosfolípidos y la homeostasis del colesterol. Después de que se une ApoER2, ApoE se recoge en la célula y puede permanecer en el espacio intracelular, o ser enviado a la superficie celular, o ser degradado. La unión de ApoE conduce a la escisión de ApoER2  en las proteínas secretadas por las acciones de la proteína de membrana plasmática gamma secretasa. ApoE puede ser el ligando de señalización responsable del papel de ApoER2 en la modulación de la vía de señalización JNK.

### FE65
FE65 es una proteína intracelular que se une al motivo NPXY de ApoER2 y desempeña un papel en la vinculación de otras proteínas, como la proteína precursora de amiloide, a ApoER2. Esta proteína ayuda en funciones migracionales de una célula. Estudios de eliminación de FE65 han demostrado un vínculo a la lisencefalia.

### JIP1 y JIP2
JIP1 y JIP2 están implicados en la vía de señalización de JNK e interactúan con el exón 19 de ApoER2. Para JIP2, la interacción con el exón 19 de ApoER2 es a través del dominio PID. Esta interacción ha llevado a los investigadores a creer que ApoER2 está involucrado en muchas interacciones en la superficie de las células.

### Selenoproteína P
La selenoproteína P transporta el elemento selenio desde el hígado hasta los testículos y el cerebro, y se une a ApoER2 en estas áreas. ApoER2 funciona para internalizar este complejo para mantener los niveles normales de selenio en estas células. El selenio es necesario en los testículos para el desarrollo adecuado de espermatozoides. Los ratones que han tenido su expresión de ApoER2 o de la selenoproteína P eliminados muestran trastornos en el desarrollo de espermatozoides y la fertilidad disminuye. En el cerebro, las deficiencias en selenio y en los mecanismos de absorción de selenio causan daño cerebral.

### Trombospondina y F-spondina
La trombospondina es una proteína que se encuentra en la matriz extracelular que compite con la reelina parar unirse a ApoER2. Está implicada en la comunicación y la migración de las neuronas de célula a célula, y provoca la activación de Dab1. La F-espondina es una proteína secretada que también se une ApoER2 y conduce a la fosforilación de Dab1.

## Significancia clínica

### Enfermedad de Alzheimer
La enfermedad de Alzheimer es la forma más común de demencia, y los estudios han demostrado que la manipulación de las vías de participación LRP8/ApoER2 puede conducir a la enfermedad. Ciertos alelos, como apoe, app, ps1 y ps2, pueden llevar a ser genéticamente predispuestos a la enfermedad. Una disminución en la expresión LRP8 se observa en pacientes con enfermedad de Alzheimer. Un ejemplo de una disminución en la expresión de LRP8 es cuando la gamma secretasa escinde LRP8 así como la proteína precursora de ligando amiloide (APP). Los productos de degradación controlan los factores de transcripción, que conducen a la expresión de una proteína tau. La disfunción cascada causada por la expresión de genes alterados pueden estar implicados con la enfermedad de Alzheimer. La hiperfosforilación anormal de tau, en el que la proteína tau experimenta una excesiva adición de grupos fosfato y contribuye a la formación de ovillos neurofibrilares, es otra característica de la EA.
La presencia de depósitos de proteína beta amiloide (Aß) en el espacio extracelular neuronal es una de las características de la enfermedad de Alzheimer. El papel de ApoER2 en la enfermedad de Alzheimer es relevante, pero no del todo comprendida. Nueva evidencia sugiere que ApoER2 juega un papel importante en la regulación de la formación de β-amiloide en el cerebro. El péptido β-amiloide se deriva de la escisión de APP por la gamma secretasa.  ApoER2 trabaja para reducir el tráfico de APP mediante la alteración del rompimiento. Esta interacción disminuye la  endocitosis  de APP que conduce a un aumento en la producción de β-amiloide. Además, la expresión de ApoER2 dentro de los compartimentos intracelulares conduce a aumento de la actividad gamma secretasa, una proteasa que funciona para escindir APP en Aß.
Las variantes empalmadas de ApoER2 pueden actuar como un receptor para la alfa-2-macroglobulina, que puede tener un papel en el aclaramiento en el complejo alfa-2 macroglobulina proteinasa. Las proteasas pueden jugar un papel en la plasticidad sináptica balanceando la actividad proteolítica y la inhibición, que es controlada por los inhibidores proteolíticos tales como alfa-2 macroglobulina. Los estudios han demostrado que una alta presencia de alfa-2-macroglobulina está presente en las placas neuríticas en muchos pacientes de Alzheimer. Aislamiento de ADNc que codifica proteínas asociadas con Aß se utilizó para descubrir la alfa-2 macroglobulina. Estos descubrimientos pueden enlazar alfa-2-macroglobulina y sus receptores, siendo uno de ellos ApoER2, a la enfermedad de Alzheimer.
La interacción de  ApoER2 con reelina y ApoE tiene implicaciones con la enfermedad de Alzheimer. La unión de reelina a ApoER2 conduce a la cascada de señales que modulan las funciones del receptor NMDA. ApoE compite con reelina en la unión a ApoER2 que resulta en la señalización debilitada de reelina. La señalización de reelina reducida conduce a la alteración de la plasticidad de las neuronas y el aumento de la fosforilación de la proteína tau, que es una proteína de microtúbulos estabilizadora que es abundante en el sistema nervioso central (CNS), produciendo ovillos neurofibrilares que están implicados en la enfermedad de Alzheimer.

### Síndrome anti-fosfolípido
El síndrome anti-fosfolípido es una enfermedad autoinmune caracterizada por trombosis y complicaciones durante el embarazo, a menudo conduce a la muerte fetal. Es causada por la presencia de anticuerpos contra los fosfolípidos aniónicos y glicoproteína-β2 I (β2GPI). Los anticuerpos anti-β2GPI son más prevalentes en la causa de los síntomas de la enfermedad. Cuando se une por un anticuerpo, β2GPI comienza a interactuar con los monocitos, células endoteliales y plaquetas. ApoER2 se cree que desempeñan un papel clave en el proceso de unión de las plaquetas. β2GPI tiene el sitio de unión adecuado para la interacción con ApoER2 y otros receptores de la familia LDL, y se especula que los complejos del anticuerpo/β2GPI interactúan con ApoER2 sobre las plaquetas. Esto causa la fosforilación de la p38MAPcinasa, lo que resulta en la producción de tromboxano A2. El tromboxano A2 funciona para activar más plaquetas, y esto conduce a una mayor probabilidad de formación de coágulos sanguíneos. También se especula que los complejos anticuerpo/β2GPI sensibiliza a otros tipos de células a través de diversos receptores de la familia LDL para conducir a síntomas menos comunes distintas de la trombosis.

### Trastorno depresivo mayor
La reducción de la expresión de ApoER2 en linfocitos de sangre periférica puede contribuir al trastorno depresivo mayor (TDM) en algunos pacientes. El trastorno depresivo mayor es el trastorno psiquiátrico más común, donde las personas muestran síntomas de una baja autoestima y una pérdida de interés en el placer. Mediante el estudio de los niveles de ARNm ApoER2, se descubrieron los bajos niveles de ApoER2. Los resultados de los experimentos han demostrado que esto podría ser debido a alteraciones de la transcripción en linfocitos. Sin embargo, los niveles bajos de ApoER2 no parecen tener correlación con la gravedad o duración de la enfermedad, solo ayuda como un marcador en la identificación de la enfermedad. El impacto de los bajos niveles de función ApoER2 ARNm en relación con la enfermedad sigue siendo desconocida.

## Otras lecturas
- Clatworthy AE; Stockinger W; Christie RH; Schneider WJ; Nimpf J; Hyman BT; Rebeck GW (1999). «Expression and alternate splicing of apolipoprotein E receptor 2 in brain». Neuroscience 90 (3): 903-11. PMID 10218790. doi:10.1016/S0306-4522(98)00489-8.
- Sun XM; Soutar AK (1999). «Expression in vitro of alternatively spliced variants of the messenger RNA for human apolipoprotein E receptor-2 identified in human tissues by ribonuclease protection assays». Eur. J. Biochem. 262 (1): 230-9. PMID 10231386. doi:10.1046/j.1432-1327.1999.00394.x.
- Trommsdorff M; Gotthardt M; Hiesberger T; Shelton J; Stockinger W; Nimpf J; Hammer RE; Richardson JA et al. (1999). «Reeler/Disabled-like disruption of neuronal migration in knockout mice lacking the VLDL receptor and ApoE receptor 2». Cell 97 (6): 689-701. PMID 10380922. doi:10.1016/S0092-8674(00)80782-5.
- Riddell DR; Vinogradov DV; Stannard AK; Chadwick N; Owen JS (1999). «Identification and characterization of LRP8 (apoER2) in human blood platelets». J. Lipid Res. 40 (10): 1925-30. PMID 10508213.
- D'Arcangelo G; Homayouni R; Keshvara L; Rice DS; Sheldon M; Curran T (1999). «Reelin is a ligand for lipoprotein receptors». Neuron 24 (2): 471-9. PMID 10571240. doi:10.1016/S0896-6273(00)80860-0.
- Korschineck I; Ziegler S; Breuss J; Lang I; Lorenz M; Kaun C; Ambros PF; Binder BR (2001). «Identification of a novel exon in apolipoprotein E receptor 2 leading to alternatively spliced mRNAs found in cells of the vascular wall but not in neuronal tissue». J. Biol. Chem. 276 (16): 13192-7. PMID 11152697. doi:10.1074/jbc.M011795200.
- Riddell DR; Sun XM; Stannard AK; Soutar AK; Owen JS (2001). «Localization of apolipoprotein E receptor 2 to caveolae in the plasma membrane». J. Lipid Res. 42 (6): 998-1002. PMID 11369809.
- Weeber EJ; Beffert U; Jones C; Christian JM; Forster E; Sweatt JD; Herz J (2002). «Reelin and ApoE receptors cooperate to enhance hippocampal synaptic plasticity and learning». J. Biol. Chem. 277 (42): 39944-52. PMID 12167620. doi:10.1074/jbc.M205147200.
- Stockinger W; Sailler B; Strasser V; Recheis B; Fasching D; Kahr L; Schneider WJ; Nimpf J (2002). «The PX-domain protein SNX17 interacts with members of the LDL receptor family and modulates endocytosis of the LDL receptor». EMBO J. 21 (16): 4259-67. PMC 126172. PMID 12169628. doi:10.1093/emboj/cdf435.
- Ma SL; Ng HK; Baum L; Pang JC; Chiu HF; Woo J; Tang NL; Lam LC (2003). «Low-density lipoprotein receptor-related protein 8 (apolipoprotein E receptor 2) gene polymorphisms in Alzheimer's disease». Neurosci. Lett. 332 (3): 216-8. PMID 12399018. doi:10.1016/S0304-3940(02)00942-4.
- Koch S; Strasser V; Hauser C; Fasching D; Brandes C; Bajari TM; Schneider WJ; Nimpf J (2003). «A secreted soluble form of ApoE receptor 2 acts as a dominant-negative receptor and inhibits reelin signaling». EMBO J. 21 (22): 5996-6004. PMC 137191. PMID 12426372. doi:10.1093/emboj/cdf599.
- Sun XM; Soutar AK (2003). «The transmembrane domain and PXXP motifs of ApoE receptor 2 exclude it from carrying out clathrin-mediated endocytosis». J. Biol. Chem. 278 (22): 19926-32. PMID 12621059. doi:10.1074/jbc.M302047200.
- Benhayon D; Magdaleno S; Curran T (2003). «Binding of purified reelin to ApoER2 and VLDLR mediates tyrosine phosphorylation of Disabled-1». Brain Res. Mol. Brain Res. 112 (1–2): 33-45. PMID 12670700. doi:10.1016/S0169-328X(03)00032-9.
- Sacre SM; Stannard AK; Owen JS (2003). «Apolipoprotein E (apoE) isoforms differentially induce nitric oxide production in endothelial cells». FEBS Lett. 540 (1–3): 181-7. PMID 12681505. doi:10.1016/S0014-5793(03)00261-8.
- Lutters BC; Derksen RH; Tekelenburg WL; Lenting PJ; Arnout J; de Groot PG (2003). «Dimers of beta 2-glycoprotein I increase platelet deposition to collagen via interaction with phospholipids and the apolipoprotein E receptor 2'». J. Biol. Chem. 278 (36): 33831-8. PMID 12807892. doi:10.1074/jbc.M212655200.
- Bajari TM; Strasser V; Nimpf J; Schneider WJ (2003). «A model for modulation of leptin activity by association with clusterin». FASEB J. 17 (11): 1505-7. PMID 12824284. doi:10.1096/fj.02-1106fje.
- May P; Bock HH; Nimpf J; Herz J (2003). «Differential glycosylation regulates processing of lipoprotein receptors by gamma-secretase». J. Biol. Chem. 278 (39): 37386-92. PMID 12871934. doi:10.1074/jbc.M305858200.